# Sjömansskolan

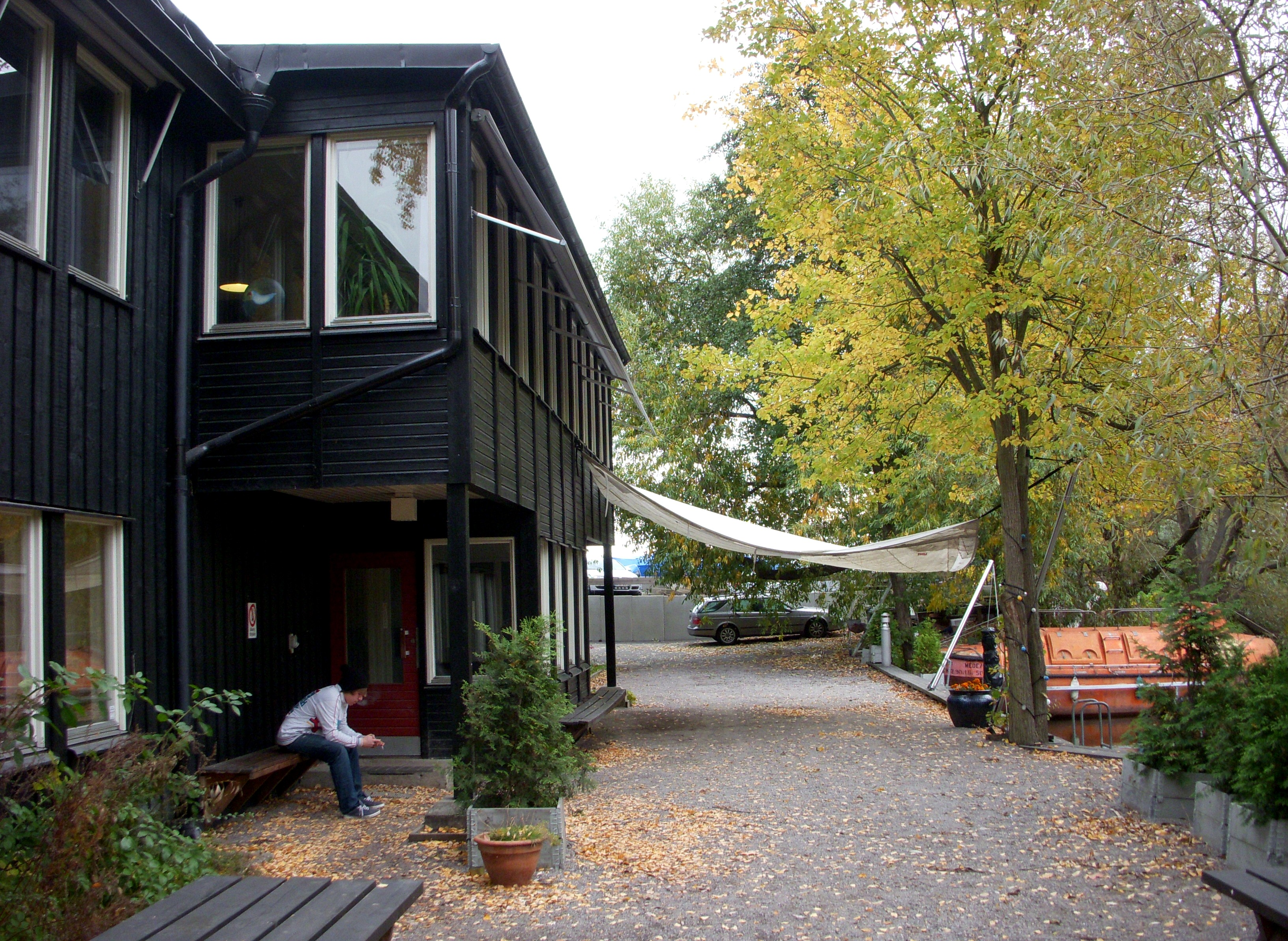
Sjömansskolan på Långholmen, 2010.

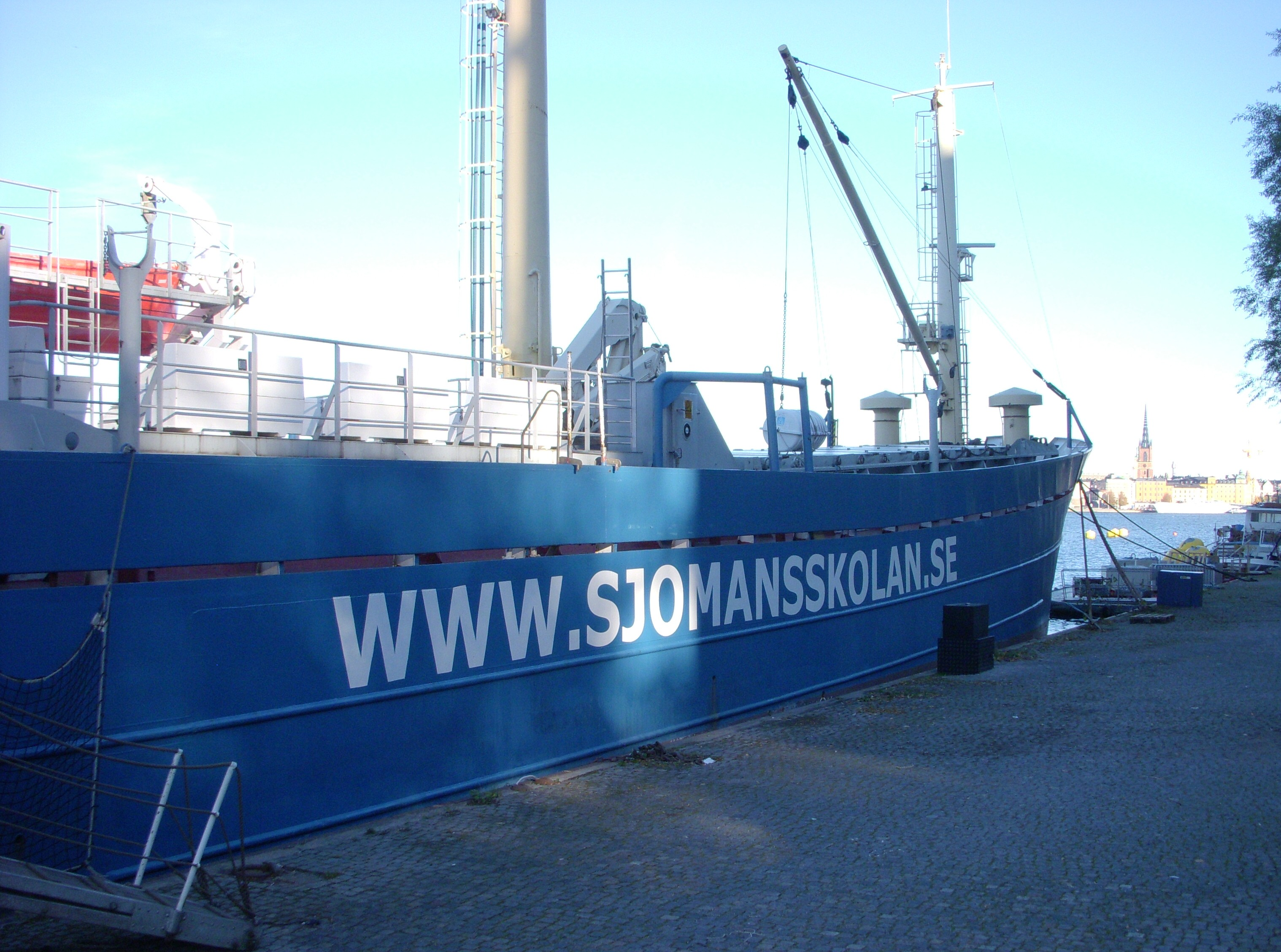
M/S Polfors i oktober 2010.

Sjömansskolan är en gymnasieskola vid Mälarvarvsbacken 2 på Långholmen i Stockholms innerstad. Skolan är en friskola som ger gymnasial utbildning på den riksrekryterande Sjöfartsutbildningen. Efter avklarad utbildning kan eleven söka arbete i handelsflottan som däcks- eller maskinpersonal. Sjöfartsutbildningen på Sjömansskolan ger eleven möjlighet att bli behörig till att söka till sjökaptensutbildning och sjöingenjörsutbildning på högskolan. 
Skolan ligger vid Pålsundsbron på Långholmen intill Mälarvarvet och Pålsundet.  Sjömansskolan förfogar även över skolfartyget M/S Polfors, vilket används för kortare och längre utbildningsresor samt som klassrum för teoriundervisning. 
Under första året får eleven bland annat lära sig om grundläggande säkerhet ombord. Det handlar om hur man bekämpar bränder ombord på ett fartyg, hur man evakuerar ett fartyg och hur man överlever en fartygskatastrof. Dessa ämnen består av en praktisk och en teoretisk del. Eleven får dessutom utföra praktiska moment ombord på Polfors, samt säkerhetsövningar i specialutrustad simbassäng och brandfält. De andra 2 åren läser eleven mer ämnen relaterade till antingen maskin eller däck. 
I utbildningen ingår tre praktikperioder, (APL), som fördelas jämnt över de tre åren. Eleven få då vara ute på fartyg och lära sig mer om arbetet på däck eller i maskin och om livet ombord i allmänhet.
År 2019 går ca 70 elever på skolan och det finns totalt 8 lärare.  
Johan Östergren är Rektor samt VD för Sjömansskolan stockholm AB. 